# Plica
Per plica in campo medico, si intende una qualunque forma di piega dei tessuti contenuta nel corpo di esseri umani, in altri mammiferi, e altri animali.

## Tipologia
Sono molte le forme anatomiche, alcune studiate anche in medicina in quanto soggette a patologie correlate o esse stesse manifestazioni di patologie:
- Plica amniotica, che si discosta da tutte le altre in quanto è l'unica che riguarda l'embrione
- Plica caudale;
- Plica circolare, chiamata anche valvola di Kerkring;
- Plica gastrica;
- Plica glutea, la piega che si trova fra la natica e le cosce;
- Plica palmare;
- Plica scimmiesca, l'unione di più pieghe palmari;
- Plica semilunare della congiuntiva;
- Plica trasversale del retto;
- Plica ungueale, la piega che si forma fra l'unghia e la sua base.
- Epicanto